# Абхиджняна-Шакунтала
«Абхиджня́на-Шаку́нтала» (санскр. अभिज्ञान शाकुन्तलम्; IAST: abhijñānaśākuntalam; «Шакунтала, узнанная по кольцу») — санскритская пьеса великого индийского поэта и драматурга Калидасы. Представляет собой вольный пересказ одного из эпизодов древнеиндийского эпоса «Махабхараты». Протагонистом пьесы является Шакунтала — дочь мудреца Вишвамитры от апсары Менаки.

## Содержание
Брошенная родителями сразу же после рождения, Шакунтала выросла в ашраме мудреца Канвы, превратившись в прекрасную и скромную девушку. Однажды, в то время как Канва отправляется в паломничество, царь Хастинапуры Душьянта во время охоты случайно находит ашрам мудреца. Привлечённый необыкновенной красотой Шакунталы, Душьянта делает ей предложение и женится на ней. Однако вскоре царские обязанности зовут Душьянту в Хастинапуру. Перед тем как покинуть свою жену, он даёт ей свой перстень, по предъявлении которого во дворце её признают царской женой и примут соответствующим образом. Вскоре в ашрам прибывает мудрец Дурваса, известный своим гневливым характером. Шакунтала не принимает его должным образом и Дурваса проклинает её на то, что её муж Душьянта забудет о её существовании. Единственное, что способно напомнить Душьянте о Шакунтале, это перстень, подаренный ей ранее.
Шакунтала отправляется в Хастинапуру на встречу со своим мужем, но переправляясь по пути через реку, роняет перстень в воду. По прибытии во дворец Душьянта отказывается признать в ней свою жену и Шакунтала возвращается в ашрам своего приёмного отца. Вскоре однако, один рыбак находит перстень в брюхе пойманной им рыбы. Душьянта осознаёт свою ошибку, но слишком поздно. Затем Душьянта одерживает победу над армией титанов и в награду получает от Индры возможность совершить путешествие по райским планетам. После возвращения на Землю, Душьянта случайно встречает Шакунталу и её сына и узнаёт их.
В оригинальной версии истории, описанной в «Махабхарате», Шакунтала воссоединяется со своим мужем только после того, как Душьянта находит их сына Бхарату играющим со львами. Бхарата является предком Кауравов и Пандавов, сражающихся в кровавой Битве на Курукшетре.

## Переводы на европейские языки
«Абхиджняна-Шакунтала» стала первой индийской драмой, переведённой на европейские языки. Наиболее ранний перевод на английский («Sacontalá or The Fatal Ring: an Indian drama») был сделан Уильямом Джонсом в 1789 году. Драма возбудила всеобщее внимание и восхищение читающей публики, в том числе Гёте и Вильгельма Гумбольдта. Другой известный перевод пьесы на английский был сделан Монье-Вильямсом в 1855 году. В 1792 году Николай Михайлович Карамзин опубликовал в «Московском журнале» отрывки из «Абхиджняна-Шакунталы». Перевёл он их с немецкого перевода Форстера, сделанного с английского перевода У. Джонса. Карамзин писал в «Московском журнале»: «Почти на каждой странице… находил я высочайшие красоты… Калидас для меня столь же велик, как и Гомер», и выражал надежду, «что сии благовонные цветы азиатской литературы будут приятны для многих читателей, имеющих тонкий вкус». С тех пор появилось около пяти десятков переводов на почти все европейские языки (в том числе и перевод с подлинника на русский Алексея Путяты, опубликованный в «Русском вестнике» в 1879 году) и изданий оригинального санскритского текста, имеющего несколько рецензий. На индийские языки, «Абхиджняна-Шакунтала» также была переведена множество раз. Например, на малаялам существует 25 различных её переводов.

## Постановки и адаптации
В 1914 году режиссёр Александр Таиров для премьерного спектакля основанного им «Камерного театра» выбрал пьесу «Шакунтала» в переводе Константина Бальмонта. Премьера пьес состоялась в Москве 24 декабря 1914 года. В роли Шакунталы выступила актриса Алиса Коонен, декорации к спектаклю создал художник Павел Кузнецов, а обработку традиционной индийской музыки, представленной Инайят Ханом, произвёл композитор Владимир Поль.
В 1921 году итальянский композитор Франко Альфано сочинил оперу «La leggenda di Sakùntala» («Легенда о Шакунтале»).

## Издания на русском языке
- Ашвагхоша. Жизнь Будды; Калидаса. Драмы / Пер. К. Бальмонта. — М.: Худож. лит-ра, 1990. — С. 365—464. — 573 с.
- Сакунтала, индийская драма Калидасы. Пер. с санскритского Алексея Путяты. Приложение к «Русскому Вестнику». 1879. № 8, стр. 1—48; № 9, стр. 49—80 и № 10, стр. 49—148.